# 德朗施泰特
德朗施泰特（發音：[ˈdʁaŋʃtɛt]）是德国下萨克森州库克斯港县曾经的一个市镇，面积17.02平方千米，2014年1月2日人口为1,426人。2015年1月1日，德朗施泰特与另外8个市镇合并为新市镇盖斯特兰。